# Wilhelm Baur
Pour les articles homonymes, voir Baur.
Wilhelm Baur, ou Baur de Betaz (17 février 1883 à Metz - 26 mai 1964 à Lindenfels) est un général allemand de la Seconde Guerre mondiale. Il commanda notamment la zone aérienne 9/XI en septembre 1940.

## Biographie
Wilhelm Baur naît le 17 février 1883, à Metz, une ville de garnison animée d'Alsace-Lorraine. Avec sa ceinture fortifiée, Metz est alors la première place forte du Reich allemand, constituant une pépinière d'officiers supérieurs et généraux. Comme ses compatriotes Günther Rüdel et Joachim Degener, le jeune Wilhelm se tourne naturellement vers la carrière des armes. Il s’engage à vingt ans dans le 61e régiment d'artillerie de campagne, où il sert du 16 mars 1903 au 1er août 1914. Pendant cette période, Baur est détaché une première fois à l’Académie militaire de 1909 à 1911, puis une seconde fois à l’Académie de guerre, de 1912 à 1914. 

### Première Guerre mondiale
Wilhelm Baur sert comme officier de carrière durant la Première Guerre mondiale. D'abord Oberleutnant, lieutenant, il est promu Hauptmann, capitaine, le 8 novembre 1914. Durant le conflit, Wilhelm Baur recevra les croix de fer IIe et Ire classes. Il recevra en outre la Ritterkreuz des Königlichen des Hausordens von Hohenzollern mit Schwertern, la croix de chevalier des Hohenzollern, avec glaive. Il terminera la guerre dans les Fliegertruppe.

### Entre-deux-guerres
En janvier 1919, Wilhelm Baur commande une unité au sein de l'état-major du XIe corps d'armée. Le 17 mai 1920, il ajoute le suffixe “de Betaz” à son patronyme, avec la permission du ministre de la justice de Hesse. Après plusieurs affectations dans les troupes aériennes, Baur de Betaz quitte l'armée en août 1921. En 1926, il devient membre de la Deutscher Luftsportverband, l'association allemande des sports aériens. Il en devient vice-président en mars 1933. En 1935, Baur est rappelé par l'armée comme Ergänzungsoffizier, officier de réserve, avec le rang de Major, commandant. En mars de la même année, il est promu Oberstleutnant, lieutenant colonel, et nommé commandant de la Luftgau-Reserve 13.
En mai 1937, Baur de betaz est nommé Gruppenleiter, chef de groupe, dans la Kriegswesenschaftlichen Abteilung, une unité de formation aux tactiques de combat, dépendant du Reichsluftministerium. En août 1937, Baur réintègre l'armée d'active, avec le grade de Oberst, colonel.

### Seconde Guerre mondiale
Le 8 septembre 1939, le colonel Baur est nommé à la tête d'un Flieger-Ausbildungs-Regiment, une unité de formation des pilotes. Le 29 mars 1940, il commande la Kampfgeschwader 102, qui opère en Norvège. le 21 septembre 1940, il commande le Flughafen-Bereichskommando Greifswald (Koflug 9/XI), un district aérien que commandera aussi le général Otto Krueger, en avril 1942. Le 7 février 1941, Baur de Betaz prend le commandement de Koflug 4/III, le district aérien de Döberitz. 
En juillet 1941, Wilhelm Baur de Betaz est promu Generalmajor, général de brigade. En mai 1942, le général Baur travaille à l’état-major des armées, auprès du général Walther von Unruh (de). Il est nommé responsable de la guerre économique sur le front nord-ouest, en Norvège, en 1942. Wilhelm Baur occupe ce poste jusqu'en septembre 1944. Wilhelm Baur de Betaz est enfin promu Generalleutnant, général de division, le 1er août 1943. Il fait fonction de Höherer Feldwirtsschafts-Offizier auprès du Wehrmachtbefehlshaber Norwegen, le gouvernement militaire de Norvège. À partir du 18 septembre 1944, le général Baur de Betaz est placé dans la Führerreserve, à la disposition de l'OKL. Le 8 mai 1945, il est fait prisonnier et interné en Norvège. Il est libéré en mai 1948.
Wilhelm Baur de Betaz décédera le 26 mai 1964, à Lindenfels/Odenwald, en Allemagne.

## État de services
- Aspirant (Fähnrich), le 18 octobre 1903;
- Sous-lieutenant (Leutnant), le 24 avril 1904;
- Lieutenant (Oberleutnant), le 24 juillet 1912 ;
- Capitaine (Hauptmann), le 8 novembre 1914;
- Commandant (Charakter als Major), le 8 avril 1920;
- Lieutenant-colonel (Oberstleutnant), le 1er mars 1935;
- Colonel (Oberst), le 1er août 1937;
- Général de brigade (Generalmajor) le 1er juillet 1941;
- Général de division (Generalleutnant), le 1er août 1943

## Distinctions
- Ritterkreuz des Königsliche Haus Ordens von Hohenzollern mit Schwerten[2].
- Eisernes Kreuz (1914) IIe et Ire classe.
- Kgl. Preuss. Flugzeugbeobachter-Abzeichen.
- Ehrenkreuz für Frontkämpfer.
- Wehrmacht-Dienstauszeichnung IVe à IIe classe.
- Spange zum Eisernen Kreuz (1939).

## Publications
- Wilhelm Baur de Betaz: Die Luftstreitkräfte in der Abwehrschlacht zwischen Somme und Oise vom 8. bis 12 August 1918 und Rückblicke auf ihre vorangegangene Entwicklung, Berlin, 1942[5].